# Gaeta (barca)

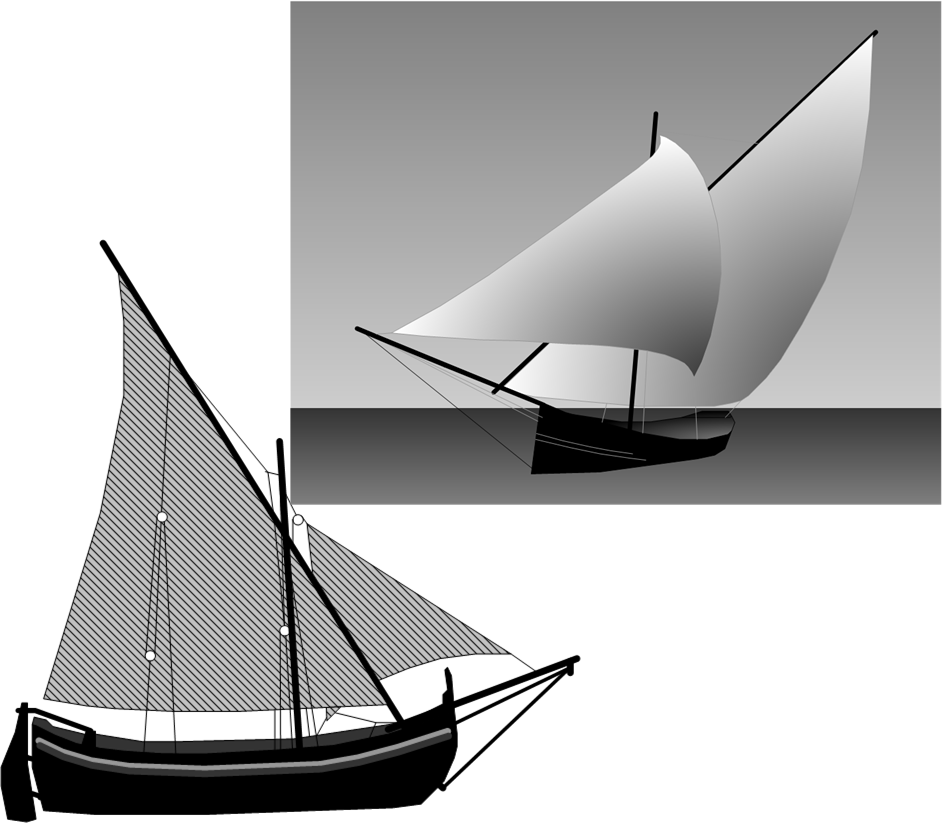
Gaeta falcata

La Gaeta (in croato gajeta) è un'imbarcazione tradizionale del mare Adriatico  un tempo comune soprattutto nella Dalmazia centro-meridionale e nel Golfo di Gaeta, il cui nome deriva dalla città di Gaeta, antica Repubblica Marinara, dove fu costruita e utilizzata per la prima volta fin dal Medioevo. Nell'isola di Comisa è utilizzata una variante di tale imbarcazione, chiamata Gaeta falcata (Gajeta falkuša).

## Storia
Il nome "Gaeta" ha cominciato ad essere usato in Istria e Dalmazia solo verso la fine del XVII secolo, ma ci sono delle prove per cui si ritiene che questa imbarcazione fosse costruita già agli inizi del secolo precedente. In realtà le origini della Gaeta si perdono nella notte dei tempi rifacendosi a un'antica imbarcazione costruita nella città di Gaeta; il suo progetto attuale non è che l'evoluzione ultima di una lunga serie di scafi.

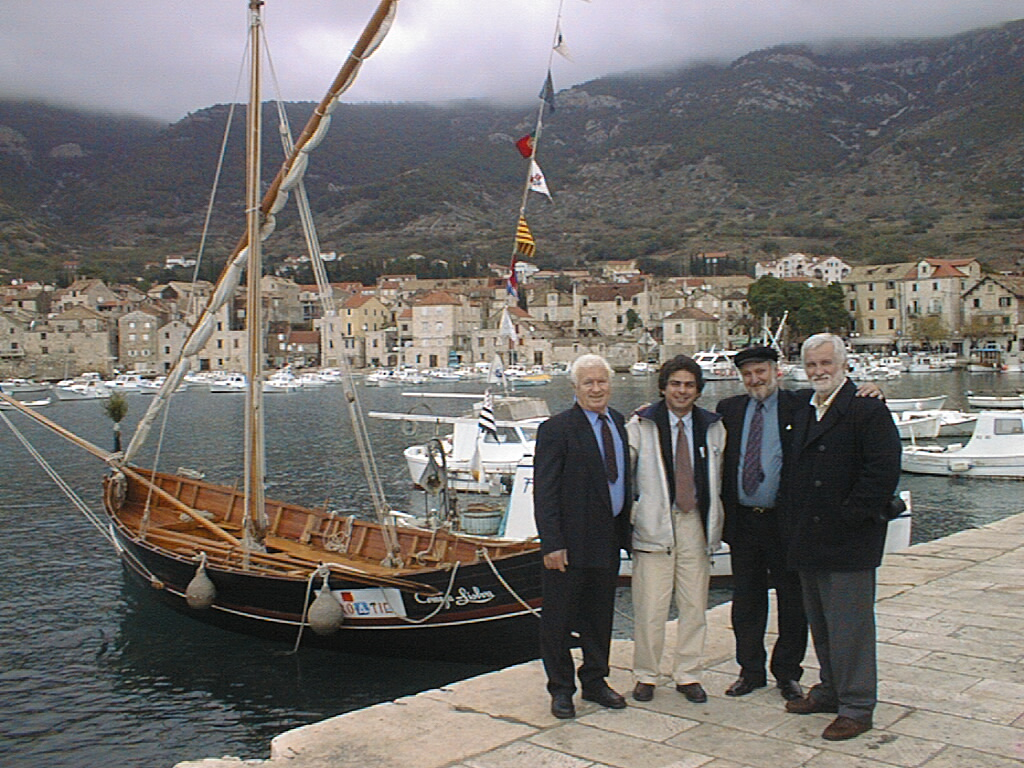
La Komiza-Lisbon a Comisa nel 2003

La Gaeta veniva costruita un tempo lungo tutto l'Adriatico, da Venezia fino a Cattaro, con parecchie varianti. Alcune di loro erano famose per la loro bellezza, come quelle dell'isola di Morter o quelle di Curzola. Quella che ebbe più successo fu però la Gaeta falcata (Gajeta falkuša) di Comisa - una località sull'isola di Lissa - così denominata per una particolare falchetta staccabile. L'uso principale - se non esclusivo - della Gaeta falcata era la pesca. Dato che le zone principali di pesca dei comisani erano le acque di Pelagosa (40 miglia a sudovest di Lissa) e dato che la posizione era fondamentale per la buona riuscita della pesca, ogni anno i comisani organizzavano una sorta di regata: i primi arrivati avrebbero goduto dei posti migliori. In alcuni anni ci furono più di 100 partecipanti: la prima regata di cui si ha notizia ebbe luogo nel 1593, mentre l'ultima si tenne nel 1936. Non esiste più nessuna barca di quei tempi, poiché i comisani seguivano l'antichissima tradizione - già pagana - di bruciare il giorno di san Nicola (6 dicembre) le vecchie barche, per ottenere la protezione del santo sulle nuove. Affondato l'ultimo esemplare di Gaeta falcata - di nome Cicibela - nella notte fra il 25 e 26 agosto 1986, il 17 agosto del 1995 un gruppo di comisani raggiunse la piccola isola di Sant'Andrea (a ovest di Comisa) per tagliarvi secondo la tradizione gli alberi necessari per la costruzione di una nuova Gaeta falcata: la nuova imbarcazione venne battezzata Komiza-Lisbon e varata il giorno di san Nicola del 1997. Una seconda Gaeta falcata (Mikula) è stata varata nel 2005. All’estate del 2019 nel porto di Comisa se ne contano tre.

## Disegno e tecnica costruttiva
L'uso principale della Gaeta era legato alla pesca, di conseguenza il ponte doveva essere il più largo possibile per maneggiare con facilità le reti. Nel corso dei secoli, quindi, l'opera morta della Gaeta fu modificata in modo da accentuare l'apertura del baglio massimo. Questa differenza fra l'opera viva - dritta e sottile - e opera morta - allargata e tondeggiante - è la caratteristica più significativa della Gaeta, che la differenzia dalle altre imbarcazioni tradizionali adriatiche. La sua lunghezza è compresa fra i 5 e i 9 metri, con capacità di carico di circa 5 tonnellate. La larghezza dello scafo è di circa 3 metri. In Dalmazia viene costruito anche un esemplare di dimensioni ridotte - fra i 4 e i 5 metri di lunghezza - chiamato "Gaietizza" (gajetica), e cioè "piccola Gaeta".
La Gaeta è nata come barca a remi, e le linee della sua opera viva lo testimoniano: poppa e prua sono dritte e col medesimo disegno, in modo da offrire la minima resistenza possibile all'acqua. Lo scafo a prua dell'albero è chiuso e al centro ha una solida bitta per l'ormeggio fissata alla chiglia, oltre a una piccola falchetta. La parte centrale è invece aperta e serve per l'equipaggio e per il carico. Essendo piuttosto esposta, la Gaeta non è mai stata particolarmente adatta per i lunghi viaggi o per le traversate in alto mare. L'armo comune era con un albero ed una vela latina, raramente con una vela al terzo. In tempi recenti veniva armato anche un fiocco. Secondo la tradizione dalmata l'equipaggiamento era composto da: "una grossa pietra per l'ancoraggio, due remi, un'attrezzatura da pesca semplice, una buona pentola per cucinare il brodetto di pesce, una bottiglia di olio d'oliva, una di vino, un po' di sale e pepe avvolti in piccoli pezzi di giornale e... due matti".